# 1222
1222 (MCCXXII) fue un año común comenzado en sábado del calendario juliano.

## Acontecimientos

### Abril
- 17 de abril: Stephen Langton, arzobispo de Canterbury, abre un concilio provincial en la abadía de Osney (Abbatia Osneiensis) en Oxford, encargado de aplicar los decretos del IV Concilio de Letrán en Inglaterra.[1]

### Mayo
- 11 de mayo: Un terremoto de 7,5 sacude Chipre generando un tsunami que deja muchos muertos.

### Diciembre
- 25 de diciembre: Un terremoto sacude la ciudad italiana de Brescia dejando 12.000 muertos.

### Sin fecha
- Primera irrupción de los mongoles en Europa.[2]
- Fundación de Cuitláhuac en una isla en el valle del Anáhuac.[3]
- Chiconquiauitl (Chiconquiauhtzin) se convierte en tlatoani (gobernante) del altépetl (ciudad-estado) de Azcapotzalco en el Valle de México.[4][5]
- Se compone Semejança del mundo, considerado el primer atlas geográfico de la historia, en castellano.[6]